# Kulturschaffender
Kulturschaffende ist ein Sammelbegriff für alle die Kultur gestaltenden Personen wie etwa Künstler oder Theaterproduzenten. Der Begriff ist eine spätestens gegen Ende der 1920er Jahre entstandene Wortschöpfung, die besonders im kulturpolitischen Bereich verwendet wurde.

## Begriffsgeschichte
Der Begriff „Kulturschaffende“ tauchte zuerst in den 1920er Jahren in der Kulturwissenschaft auf, später im Nationalsozialismus und unmittelbar nach dessen Ende auch in der Sowjetischen Besatzungszone sowie in der DDR. Er wird auch heutzutage verwendet.
In den öffentlichen Diskurs ist der Begriff im Zusammenhang mit der Gründung der Reichskulturkammer im Jahr 1933 eingegangen. Zwar wird in dem Gesetz nicht explizit von „Kulturschaffenden“ gesprochen, doch schon am 18. August 1934, nach Paul von Hindenburgs Tod, sprachen sich deutsche bildende Künstler („Kunstschaffende“) im Aufruf der Kulturschaffenden zur Volksbefragung über die Vereinigung des Reichspräsidenten- und Kanzleramts in der Person Hitlers aus.
In totalitären Systemen war die Verwendung des Begriffs verbunden mit der Festlegung politisch gesellschaftlicher Aufgaben der „Kulturschaffenden“ zugunsten des jeweiligen Systems. So hieß es in der Begründung des Gesetzes über die Einrichtung der Reichskulturkammer im September 1937: „Die Aufgabe des Staates ist es, innerhalb der Kultur schädliche Kräfte zu bekämpfen und wertvolle zu fördern, und zwar nach dem Maßstab des Verantwortungsbewußtseins für die nationale Gemeinschaft. In diesem Sinne bleibt das Kulturschaffen frei. Wohl aber ist es [...] notwendig, die Schaffenden auf allen ihren Gebieten unter der Führung des Reiches zu einer einheitlichen Willensgestaltung zusammenzufassen.“ Auch in dem von Hans Hinkel verfassten Geleitwort des 1937 erschienenen Handbuchs der Reichskulturkammer tauchte dieser Begriff auf. Wilhelm Emanuel Süskind verzeichnete 1946 in der Wandlung den Begriff „Kulturschaffende“ im Wörterbuch des Unmenschen.
In der Sowjetischen Besatzungszone sah die im April 1949 verkündete Verordnung über die Erhaltung und die Entwicklung der deutschen Wissenschaft und Kultur[…] u. a. die Bereitstellung von zwei Erholungsheimen „für Wissenschaftler, Künstler und Kulturschaffende“ vor und legte zugleich deren Gegenleistung für solche Fürsorge fest: „Der Vorschlag […] für die Erhöhung der Aktivität der Kulturschaffenden, Schriftsteller und Künstler […] wird gebilligt.“
Der Leipziger Duden von 1951 versah das Stichwort „Kulturschaffende“ mit einer Fußnote: „sprachlich richtiger: der kulturell Schaffende“. Die Fußnote erschien in den folgenden Duden-Auflagen nicht mehr.
Nach 1990 rechnete die Gesellschaft für deutsche Sprache die Bezeichnung „Kulturschaffender“ zu den überlebensfähigen DDR-spezifischen Wörtern.

## Aktuelle Diskussion und Begriffskritik
Erneut flammte die Diskussion um den Begriff 2018 auf. Hintergrund ist die vermeintlich inklusive, da geschlechtsneutrale Formulierung. Auch während der Covid-19-Pandemie nahm die Verwendung zu, vordergründig um die Bedeutung des Kulturbereichs als „systemrelevant“ und Förderungen für die Branche einzufordern.
Die folgende Auseinandersetzung mit der Begriffsgeschichte im Nationalsozialismus führten zu Kritik an der weiteren Nutzung von „Kulturschaffende“. Die Historikerin und Antisemitismusforscherin Isolde Vogel beleuchtete neben dem faktischen Hintergrund der Begriffsgeschichte in der nationalsozialistischen Reichskulturkammer auch die Verflechtungen zur NS-Ideologie, die sich sprachlich im Begriff niederschlug. Der Begriff vermittelte Entindividualisierung von Künstlern und ihrem Werk als „Schaffende“ für die „Volksgemeinschaft“ und die „Unter- und Einordnung der Kulturwelt unter das kollektivistische Ziel des Nationalsozialismus“, so Vogel. Und der Begriff beinhaltete auch den antisemitischen Ausschluss vermeintlich entarteter Kunst: Letztlich spiegelt sich laut Vogel die Gegenüberstellung des „schaffenden“, „arischen“ Ideals in Abgrenzung zur „raffenden“ jüdischen Feind in der Intention und Anwendung des Begriffs zur NS-Zeit. „Kulturschaffende“ als Kollektivbegriff sei somit auch aktuell in Frage zu stellen.
In Reaktion auf die Diskussion führte die Kulturplattform Oberösterreich 2021 einen Wettbewerb für einen alternativen Begriff aus.

## Audios
- Matthias Heine über „verbrannte Wörter“Sprache im Dienst der Propaganda, 10.18 Minuten Audio-Version, Matthias Heine im Gespräch mit Stefan Koldehoff, Deutschlandfunk 16. Juli 2019
- „Kulturschaffende“ Warum dieser Begriff eine Alternative braucht, 5.42 Minuten Audio-Version, Isolde Vogel im Gespräch mit Gabi Wuttke, Deutschlandfunk Kultur 25. April 2021